# Vtoraja Liga 1936 (voorjaar)
In het voorjaar van 1936 werd de allereerste editie van de Vtoraja Liga  gespeeld, de derde hoogste divisie voor voetbalclubs uit de Sovjet-Unie. In deze tijd heette de competitie nog Groep V en werd gespeeld van 24 maart tot 24 juli. Dinamo Rostov werd kampioen. 

## Eindstand
| Plaats | Club                 | Wed. | W | G | V | Saldo | Ptn. |
| ------ | -------------------- | ---- | - | - | - | ----- | ---- |
| 1.     | Dinamo Rostov        | 7    | 5 | 1 | 1 | 19:12 | 18   |
| 2.     | Stroiteli Bakoe      | 7    | 4 | 1 | 2 | 18:10 | 16   |
| 3.     | Dinamo Odessa        | 7    | 3 | 2 | 2 | 15:9  | 15   |
| 4.     | Dinamo Kazan         | 7    | 3 | 2 | 2 | 14:15 | 15   |
| 5.     | Lokomotiv Tbilisi    | 7    | 2 | 3 | 2 | 14:11 | 14   |
| 6.     | Spartak Charkov      | 7    | 1 | 3 | 3 | 8:16  | 12   |
| 7.     | Stachanovets Stalino | 7    | 2 | 1 | 4 | 14:24 | 12   |
| 8.     | Lokomotiv Kiev       | 7    | 1 | 1 | 5 | 7:12  | 10   |

|  | Kampioen   |
|  | Promotie   |
|  | Degradatie |

De toenmalige namen worden weergegeven, voor clubs uit nu onafhankelijke deelrepublieken wordt de Russische schrijfwijze weergegeven zoals destijds gebruikelijk was, de vlaggen van de huidige onafhankelijke staten geven aan uit welke republiek de clubs afkomstig zijn. 